# Perspective Bolchoï
La perspective Bolchoï (russe : Большой проспект, Bolchoï prospekt, ou « Grande avenue ») est, comme son nom l'indique, une grande avenue située dans le District de Petrograd à Saint-Pétersbourg, en Russie.

## Description
Elle traverse l'île Petrogradski (île de Petrograd) et s'étend à partir du pont Toutchkov à travers la Petite Neva au pont Petropavlovski sur la rivière Karpovka. Elle croise la perspective Kammennoostrovsky. Entre 1918 et 1944, l'avenue était nommée avenue Karl Liebknecht (проспект Карла Либкнехта). La rue est desservie par les stations de métro Sportivnaïa et Petrogradskaïa. 
Les bâtiments le long de la rue remontent à la fin du XIXe – début du XXe siècle et sont conçus dans le style Art Nouveau, ainsi que les styles romantique national et néoclassique.

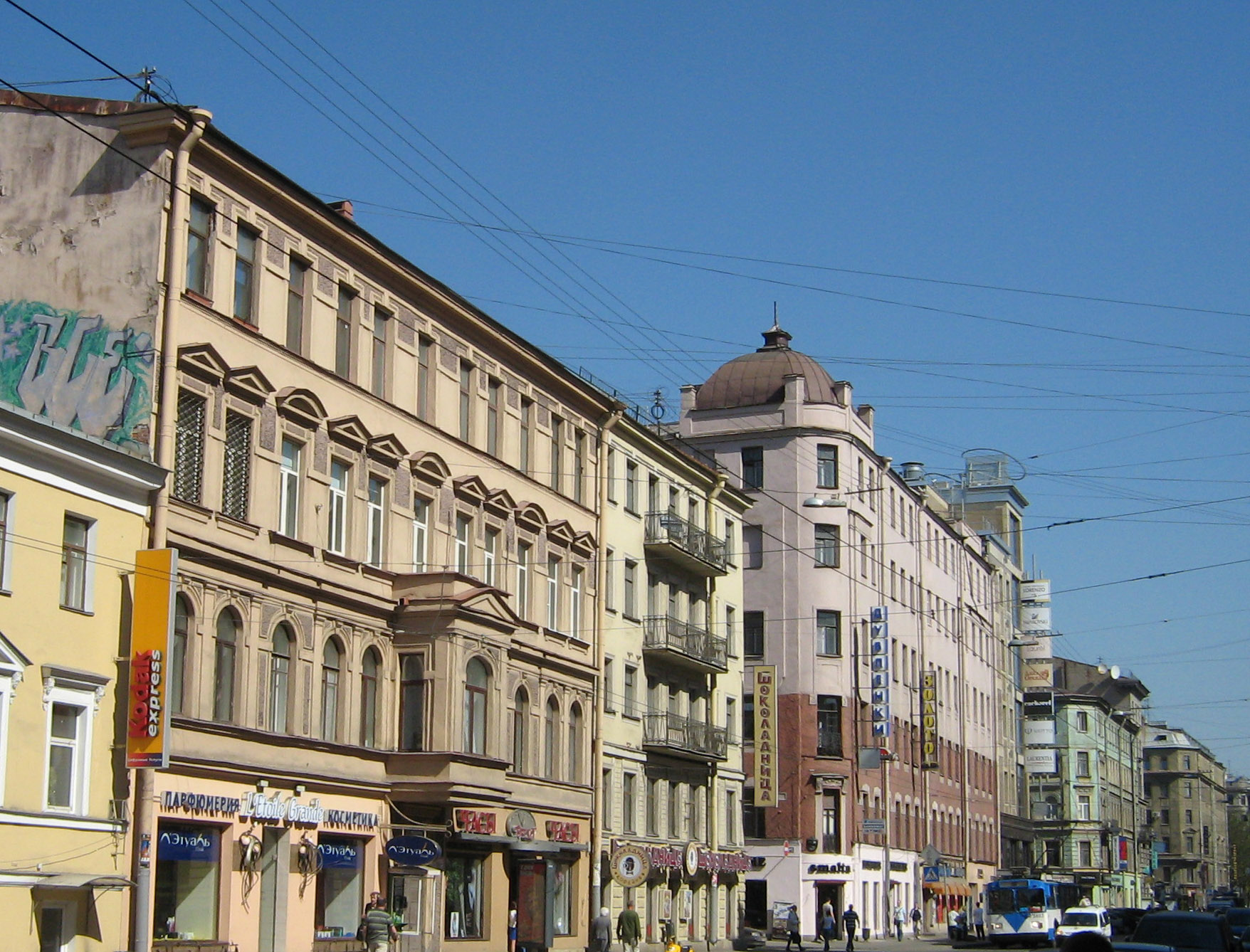
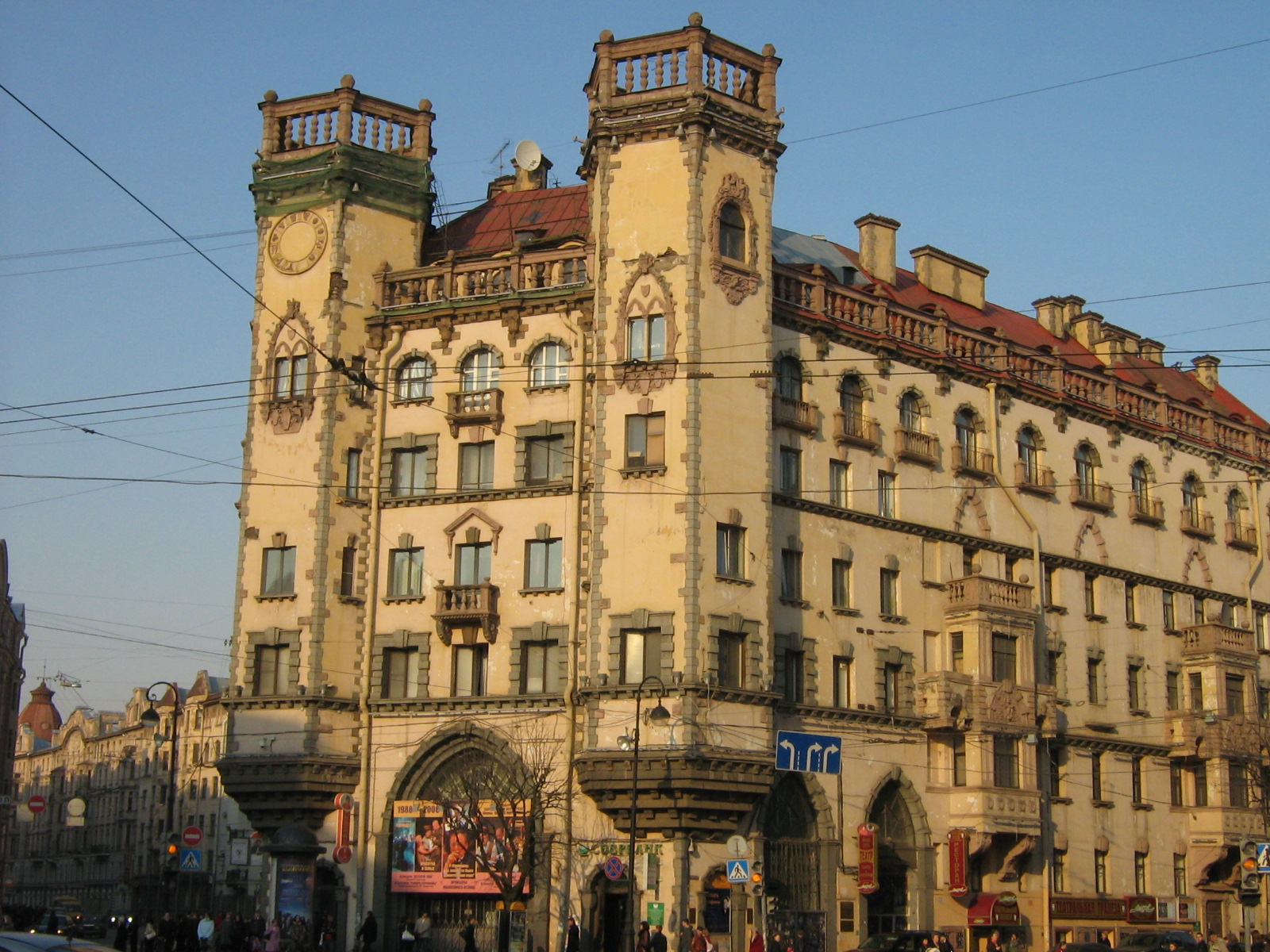